# Якоб Фугер Стари
Якоб Фугер Стари (на немски: Jakob Fugger der Ältere; * сл. 2 април 1398, Аугсбург; † 23 март 1469, Аугсбург) от фамилията Фугер, е тъкач, кметски съветник и текстилен търговец, прародител на линията „Лилията“ (фон дер Лилие).

## Биография
Той е син на Ханс Фугер († 1408/1409) и втората му съпруга Елизабет Гфатерман (1364 – 1436), дъщеря на Ханс Гфатерман и Елизабет.
Баща му идва през 1367 г. от Грабен като тъкач в свободния град Аугсбург.
Якоб Фугер се жени на 13 април 1441 г. в Аугсбург за Барбара Безингер (* 1419, Аугсбург; † 23 юли 1497, Аугсбург), дъщеря на Франц (Улрих) Безингер от Аугсбург († 1467), мюнцмайстер в Тирол, и Доротея Зайденшванц.
След смъртта му вдовицата му Барбара Безингер ръководи фамилната фирма за синовете им. Синовете му Улрих, Георг и Якоб основават търговската фирма „Ulrich Fugger und Gebrüder von Augsburg“.

## Деца
Якоб Фугер и Барбара Безингер имат единадесет или дванадест деца:

- Улрих I (* 9 октомври 1441, Аугсбург; † 19 април 1510, Аугсбург), търговец, женен за Вероника Лаугингер († 23 март 1507)
- Андреас Фугер Богатия (* 25 октомври 1443, Аугсбург; † 1457, Аугсбург/Венеция), търговец
- Анна Фугер (* 27 октомври 1444, Аугсбург; † 1485, Аугсбург), омъжена 1468 г. за Хектор Мюлих († 1490), търговец от Аугсбург и хронист
- Йохан/Ханс Фугер (* пр. 21 октомври 1445, Аугсбург; † 29 октомври 1461, Венеция), търговец
- Маркус (Маркс) Фугер (* 27 март 1448, Аугсбург; † 19 август 1478, Рим), домхер в Аугсбург, каноник във Фрайзинг и Регенсбург
- Петер Фугер (* 17/18 февруари 1450, Аугсбург; † 30 август 1473, Нюрнберг), търговец
- Георг Фугер (* 8 май 1453, Аугсбург; † 14 март 1506, Аугсбург), търговец, ръководител на филиала в Нюрнберг, женен за Регина Имхоф (1465/1468 – 1526)
- Барбара Фугер (* 28 май 1455, Аугсбург; † 8 февруари 1533, Аугсбург), омъжена 1479 г. за Конрад Мойтинг(† 9 март 1534)
- Валбурга Фуг (* 26 февруари 1457; † 1500, Аугсбур), омъжена 1485 г. за Вилхелм Рем († 1509)
- Якоб Фугер Богатия (* 16 март 1459, Аугсбург; † 30 декември 1525, Аугсбург), търговец (за интернационалнте връзки), става граф 1514 г., женен за Сибила Арцт († 1546)
- Урсула Фугер (* 1 октомври 1461, Аугсбург; † 6 март 1462, Аугсбург)
- Бартоломейус Фугер († сл. 1528)